# Ypthima conradsi
Ypthima conradsi är en fjärilsart som beskrevs av Embrik Strand 1909. Ypthima conradsi ingår i släktet Ypthima och familjen praktfjärilar. Inga underarter finns listade i Catalogue of Life.